# Wiardus Willem van Haersma Buma

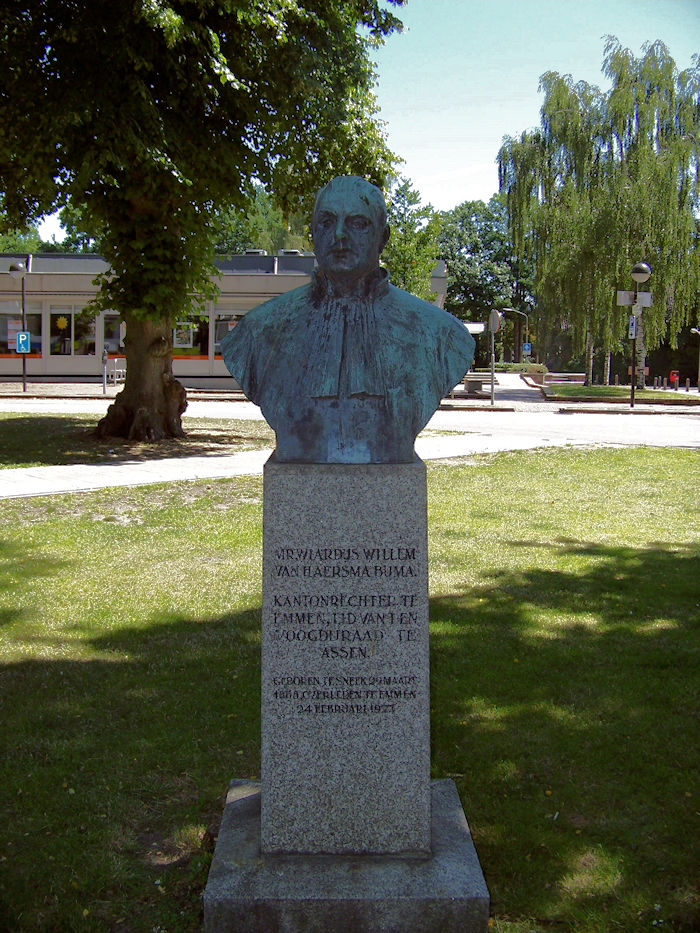
Buste door August Falise in Emmen.

Wiardus Willem van Haersma Buma (Sneek, 29 maart 1868 - Emmen, 24 februari 1927) was een Nederlands jurist en burgemeester.
Van Haersma Buma werd geboren als zoon van Mr. Sijbrand van Haersma Buma, die in 1870 bij KB vergunning kreeg om de voornaam Van Haersma als familienaam te voeren. Hij studeerde rechten en werd net als zijn vader advocaat, hij werd bovendien kantonrechter-plaatsvervanger in Zutphen. Hij was van 1899-1904 burgemeester van de voormalige Nederlandse gemeente Oostdongeradeel. In 1904 werd hij griffier van het kantongerecht in Emmen. Vier jaar later werd hij benoemd als kantonrechter, dit zou hij tot aan zijn overlijden blijven doen.
Hij had daarnaast diverse nevenfuncties. Hij was onder andere bestuurder van het Mr. W.W. Buma-leen, gesticht door zijn grootvader Wiardus Willem Buma (1802-1873). Hij was ook lid van de voogdijraad in Assen en schoolopziener.
Van Haersma Buma werd begraven op de familiebegraafplaats in Weidum. Een aantal maanden na zijn overlijden werd een door beeldhouwer August Falise gemaakte buste in Emmen onthuld.